# Mwangwego-Schrift

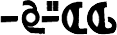
Mwangwego

Die Mwangwego-Schrift ist das Abugidaalphabet der Sprachen Malawis wie der Amtssprache Chichewa.
Die Mwangwegoschrift wurde am 10. November 1977 von Nolence Mwangwego konzeptualisiert, nachdem er den Beweis fand, dass es in Malawi ein Schriftsystem vor der gewaltsamen Ankunft der Europäer und dem Kontakt mit den Völkern des heutigen Malawis gab.

## Einheimische Schriftsysteme
Der Beweis für ein Schriftsystem vor der europäischen Eroberung basiert auf den Bantusprachen, die in der Region gesprochen werden. So indizieren die Verben Kulemba und Kusimba, welche in Chichewa und respektive Kyandonde „schreiben“ bedeuten, dass es ein Schreibsystem in Malawi bereits gab. Zusätzlich wurden in Malawi Felszeichnungen mit verschiedenen Symbolen gefunden.

## Schrift
Die Mwangwego-Schrift wurde ab 1979 entwickelt. Das Schriftsystem besteht aus indigen basierenden Symbolen, die zwischen 1979 und 1997 von Mwangwego erschaffen wurden.

## Verwendung und Rezeption
Die Schrift wurde im Jahre 2003 offiziell eingeführt und erhält langsam eine Anhängerschaft in Malawi. Es werden öffentliche Lektüren, Messen und Ausstellungen in akademischen Institutionen abgehalten und die Schrift wird auch gelehrt. Im Jahre 2003 wurde der malawische Minister für Jugend, Sport und Kultur, Hr. Kamangadazi Chambalo, mit folgenden Worten zitiert:

„Die Mwangwego-Schrift hat in sich Geschichte gemacht. Unabhängig davon, wie es in der landesweiten Öffentlichkeit entgegengenommen wird, die Schrift ist vorherbestimmt, in die Annalen unserer Geschichte als beachtenswerte Erfindung einzugehen.“

### Wissenschaftliche Schriftfächer
Die erste Person, die die Mwangwego-Schrift nach Mwangwego erlernt hat, war Mwandipa Chimaliro. Zehn weitere Studenten lernten noch im gleichen Jahr die Schrift und gingen dazu über, die Schrift anderen beizubringen.

### Schriftverein
Im Jahre 2007 bildeten über 10.000 Mwangweo-Studenten den Mwangwego-Club. Seine Mitgliedschaft steht allen offen, die die Schrift erlernt haben.

## Entwickler
Nolence Moses Mwangwego ist ein im Sambia geborener malawischer Sprachwissenschaftler und Schriftentwickler. Er wurde am 1. Juli 1951 im Distrikt Mwinilunga von Sambia geboren. Er kommt aus dem Ort Yaphet Mwakasungula, im Gebiet des Obersten Häuptlings Kyungu im Distrikt Karonga. Mwangwego wurde aufgrund seiner Schriftverdienste am 29. Dezember 1997 zum Ortsvorsteher Yaphet Mwakasungula IV. erklärt. Er beherrscht mündlich und schriftlich Chewa, Tumbuka, Kyangonde, Englisch, Französisch und Portugiesisch. Er arbeitet zurzeit als Lehrer für Französisch im Französischen Kulturzentrum in Blantyre.
Er ist verheiratet mit Ellen Kalobekamo und hat vier Kinder.